# Любченко Аркадій Панасович
Лю́бченко Арка́дій Пана́сович (8 [20] березня 1899, Старий Животів, Київська губернія, Російська імперія — 25 лютого 1945, Бад-Кіссінген, Третій Райх) — український радянський письменник, драматург, перекладач та літературний критик, секретар ВАПЛІТЕ. Колабораціоніст із Німеччиною в роки Німецько-радянської війни.

## Життєпис

### Ранні роки

Аркадій Любченко

Аркадій Любченко народився 8 березня 1899 року в селі Старий Животів Липовецького повіту Київської губернії (нині село Новоживотів Оратівського району Вінницької області). Зростав та виховувався без батька. 1912 року закінчив церковнопарафіяльну школу, 1918 року — Сквирську чоловічу гімназію. У 1918—1919 роках навчався на медичному факультеті університету святого Володимира в Києві. У 1919 році працював у відділі народного здоров'я в Тетієві.
Після розпаду Російської імперії брав участь у боротьбі за українську державність, служив у війську УНР. На початку 1920-х років грав у Державному театрі імені І. Франка разом з Юрієм Смоличем. Протягом 1921—1922 років перебував у лавах Червоної армії, був медбратом, виступав перед солдатами.

### Літературна діяльність
Перші твори написав ще в шкільні роки, друкуватися — з 1918 року. 1923 року переїхав до Харкова, де почав професійно займатися літературною діяльністю: став членом літературного об'єднання «Гарт», одним із фундаторів ВАПЛІТЕ, членом Пролітфронту. Друкувався в газетах, журналах «Червоний шлях», «Життя й революція» та іншій періодиці.
1932 року працював у міському комітеті письменників, керував різними робочими літературними гуртками, співпрацював із редакціями газет, писав на замовлення та перекладав. Весною 1933 року разом зі своїм найкращим товаришем Миколою Хвильовим мандрував українськими селами; враження від наслідків Голодомору лягли в основу деяких його оповідань. У ті ж роки пробував перо в драматургії, працював над лібрето до опер.
У передвоєнний період працював у Спілці письменників на посаді культпрацівника, багато їздив країною, допомаючи в організації літературних вечорів. Після зміни столиці отримав нову квартиру. У Харкові мешкав у будинку «Слово», у Києві — в будинку письменників Роліт.

### Німецько-радянська війна
З початку Німецько-радянської війни перебував у Харкові. Під час окупації відкрито співпрацював з нацистською Німеччиною, був редактором газети «Нова Україна», де публікував антирадянські статті. У червні 1942 року розлучився з дружиною і переїхав до Києва, забравши із собою єдиного сина. Там працював над текстами пропагандистських німецьких документальних фільмів, продовжував писати. Співпрацював з гестапо, пишучи доноси на знайомих письменників.
Восени, з настанням голоду, у важкому стані потрапив до хірургічної клініки із виразкою шлунка. Після лікування переїхав до Львова, певний час перебував у Моршині. 18 листопада був заарештований гестапівцями, однак звільнений через два місяці. З в'язниці вийшов тяжко хворим. 1944 року емігрував із сином до Німеччини, поселився в Постдамі під Берліном.
Помер після невдалої операції 25 лютого 1945 року, похований у місті Бад-Кіссінген. Після Другої світової війни ім'я і твори Аркадія Любченка були заборонені в радянській Україні (згодом реабілітований наказом Головліту УРСР від 15 листопада 1989 року).

#### Щоденник Любченка
У роки німецької окупації, починаючи з листопаду 1941 року і аж до своєї смерті, вів щоденник, у якому описував своє життя. Текст містить багато цінної інформації щодо подій та становища в Україні, але, крім того, і розкриває справжню натуру митця. Автор регулярно вихваляє загарбників та поливає брудом знайомих-письменників. Так, Миколу Шеремета він називає «тупим, бездарним парубчаком», Миколу Бажана «підлим покидьком», Антіна Дикого «поетом-невдахою» та «брехуном», а Миколу Шпака «багатодітним обірваним ідіотом». Останнього та Петра Радченка влітку 1942 року було заарештовано та страчено за доносом Любченка.
Текст щоденника переповнений антисемітськими та ксенофобними ідеями. Так, автор пише про письменника Натана Рибака та інших єврейських радянських письменників:
|  | ...Як же цей жидок обкручував Корнійчука! Справжнє втілення маленького Юди! |

|  | Жиди остаточно знахабніли, все, що тільки можливо, перебрали до своїх рук. Їх скрізь ненавидять, одверто обурюються на них, вони це бачать, злішають ще більше, гуртуються ще тісніше і нахабніють до цинізму... Захвилювалися жидки, піджилки трусяться! Так вам і треба! |

На одній із сторінок Любченко склав такий список (в деяких виданнях не публікується):
|  | О. Корнійчук — дружина жидівка (Лота) Н. Рибак (жид) — дружина українка (сестра Корнійчука) О. Копиленко — дружина жидівка (Ціля) І. Стебун (Кацнельсон) — жид, дружина українка (співачка опери) Кундзіч — друж. жидівка А. Шиян — друж. жидівка В. Кондратенко — друж. жидівка П. Усенко — друж. жидівка Кіпніс (жид) — друж. росіянка С. Голованівський (жид) — друж. українка Пріцкер (жид) — був одружений коротко з українкою |

Думка автора неодноразово змінювалася протягом написання. Незвачаючи на початковий запал та прихильність до німців, Любченко з часом все ж розчарувався в новому окупаційному режимі, однак не вважав себе ні в чому винним.

## Особисте життя
Перша дружина — акторка Ольга Горська, друга дружина — Ніна. У другому шлюбі народився син Лесь.

## Творчість
Автор новел («Via dolorosa»), оповідань («Зима»), повістей («Вертеп»). Автор ряду збірок оповідань, повістей, п'єс, рецензій на фільми «Злива», «Коліївщина», «Богдан Хмельницький» та інших на шпальтах видань «Радянська література», тощо.

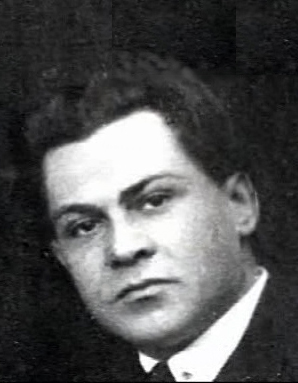
Аркадій Любченко

### Окремі видання
- Проста історія. — Х.: Держвидав України, 1930. — 115 с.
- Власність: Новели. — Х.: Радянська література, 1933. — 28 с.
- Земля горить: П'єса на 4 дії, 7 картин. — Х.: Література і мистецтво, 1933. — 91 с.
- Вертеп (набір новель і повістей). Краків — Львів. Українське видавництво, 1943. — 164 с.
- Вибрані твори. — К.: Смолоскип, 1999. — 518 с. — (Серія «Розстріляне Відродження»). (ISBN 966-7332-28-4).
- Вертеп (повість). Оповідання. Щоденник. — Х.: Основа, 2005. — 464с.: іл. (ISBN 966-8982-01-0).
- Вибрані твори / Передм. Л. Пізнюк. — К.: Смолоскип, 1999. — 530 с.
- Щоденник (20.03.1899—25.02.1945) / Упор. Ю. Луцький. — Львів—Нью-Йорк: М. П. Коць, 1999. — 383 с.
- Вибрані твори [Архівовано 22 вересня 2020 у Wayback Machine.] / Аркадій Любченко. — Харків: Літ. вид-во, 1937. — С. 3—421, 2 с.
- Буремна путь: оповідання [Архівовано 14 серпня 2020 у Wayback Machine.] / Аркадій Любченко. — Вид. 2-ге. — Харків: Держ. вид-во України, 1927. — 183, 1 с.
- Вертеп: вибір новель і повістей [Архівовано 19 вересня 2020 у Wayback Machine.] / Аркадій Любченко. — Краків; Львів: Укр. вид-во, 1943. — 165, 2 с.
- Образа: повість [Архівовано 27 вересня 2020 у Wayback Machine.] / Аркадій Любченко. — Харків: Держ. вид-во України, 1930. — 118, 2 с. — (Масова художня бібліотечка).
- Земля горить: п'єса на 4 дії, 7 картин [Архівовано 27 вересня 2020 у Wayback Machine.] / Аркадій Любченко. — Харків: Літ. і мистецтво, 1933. — 90, 1 с.: іл.
- В берегах: оповідання [Архівовано 27 вересня 2020 у Wayback Machine.] / Аркадій Любченко. — Б. м.: Б-ка газ. «Пролетар. правда», 19–?. — 45, 1 с.

### Переклади
- Альфонс Доде Нума Руместан / Харків: Український робітник, 1928. — 325 с.